# Liste der Straßen und Plätze im Amt Ruhland

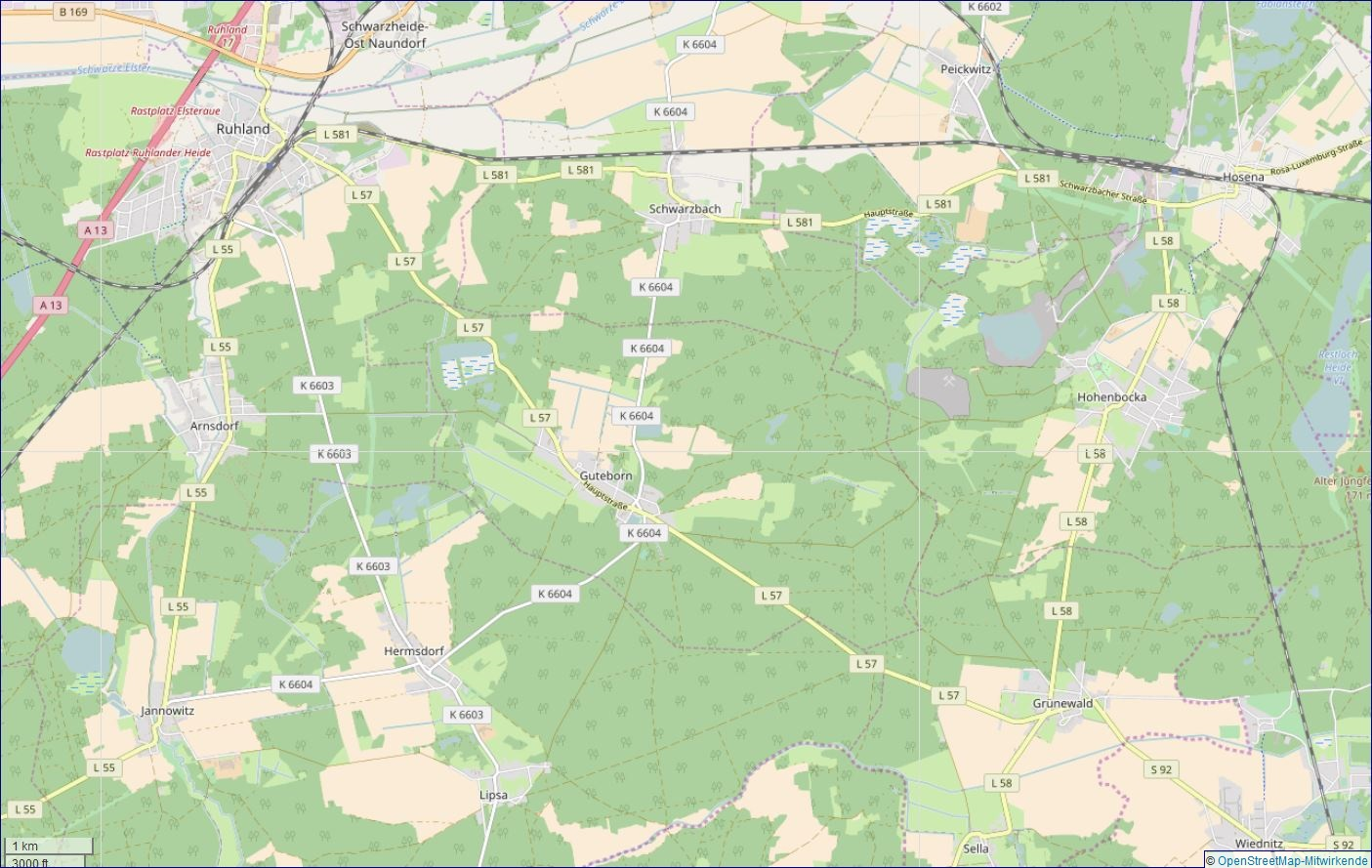
Übersichtskarte vom Amt Ruhland

Die Liste der Straßen und Plätze im Amt Ruhland ist eine Übersicht der gegenwärtig vorhandenen benannten Straßen und Plätze. Amtlich benannte Brücken sind und waren bisher nicht vorhanden, die Listeneinträge betreffen umgangssprachlich benannte Brücken.

## Überblick
Das Amt Ruhland wurde 1992 gebildet und besteht gegenwärtig aus sechs Gemeinden:
- Grünewald mit dem bewohnten Gemeindeteil Sella
- Guteborn mit dem Wohnplatz Sorgenteich
- Hermsdorf mit dem Ortsteil Jannowitz sowie dem Gemeindeteil Lipsa
- Hohenbocka mit dem Wohnplatz Vorstadt
- Ruhland (Stadt) mit dem bewohnten Gemeindeteil Arnsdorf und den Wohnplätzen Herschenzmühle, Kolonie Schönburgsau, Matzmühle, Neue Sorge und Waldesruh
- Schwarzbach mit dem bewohnten Gemeindeteil Biehlen

Das Amt hat 7170 Einwohner (Stand: 2015), Sitz der Amtsverwaltung ist die Stadt Ruhland. Die Gesamtfläche beträgt 131,83 km².
Die Gemeinden sind dem Postleitzahlenbereich 01945 zugeordnet.
Die Teillisten der Amtsgemeinden enthalten weitere öffentlich genutzte Flächen und Wege wie Rad- und Fußwege, Friedhöfe, Sportplätze und Campingplätze.

## Übersicht der Straßen und Plätze
- Ort/Gemeindeteil: Name des Ortes und gegebenenfalls des Ortsteils, Gemeindeteils oder Wohnplatzes
- Name/Lage: aktuelle Bezeichnung der Straße oder des Platzes. Über den Link Lage kann die Straße oder der Platz auf verschiedenen Kartendiensten angezeigt werden. Die Geoposition gibt die Lage der ungefähren Mitte der Straßenlänge an. Der Zusatz ‚im Ortsteil‘ gibt den Ortsteil an.
- Im amtlichen Straßenverzeichnis nicht aufgeführte Verkehrswege sind mit * gekennzeichnet.
- Ehemalige oder nicht mehr gültige Straßennamen sind in der Namensspalte kursiv gesetzt. Alle beschriebenen Objekte sind in der Beschreibung kursiv gesetzt. Für bedeutende ehemalige Straßen oder historische Straßennamen ist eine gesonderte Namensliste vorhanden.
- Länge/Maße in Metern:
Die in der Übersicht enthaltenen Längenangaben sind  gerundete Übersichtswerte, die in Google Earth mit dem dortigen Maßstab, in der Regel ohne Berücksichtigung seitliche Abzweigungen, ermittelt wurden. Sie dienen Vergleichszwecken und werden, sofern amtliche Werte bekannt sind, ausgetauscht und gesondert gekennzeichnet.
 Bei Plätzen sind die Maße in der Form a × b für rechteckige Anlagen und für (ungefähr) dreieckige Anlagen als a × b × c mit a als längster Seite angegeben.
 Sofern die Straße auch in benachbarte Ortsteile weiterführt, gibt ein Zusatz ‚im Ortsteil‘ an, wie lang der Straßenabschnitt innerhalb des Ortsteils dieses Artikels ist.
- Namensherkunft: Ursprung oder Bezug des Namens.
- Anmerkungen: weitere Informationen über anliegende Baudenkmale oder Institutionen, die Geschichte der Straße und historische Bezeichnungen.
- Bild: Foto der Straße, des Platzes, Weges usw. oder eines anliegenden Objektes.

vor Nutzung des Inhaltsverzeichnisses muss die Tabelle nach Straßennamen sortiert sein
| Ort Gemeindeteil | Name/Lage                                                                              | Länge/ Maße (in Metern) | Namensherkunft | Datum der Benennung                                                        | Anmerkungen | Bild                                                               |
| ---------------- | -------------------------------------------------------------------------------------- | ----------------------- | --- | -------------------------------------------------------------------------- | --- | ------------------------------------------------------------------ |
| Ruhland          | Alte Hermsdorfer Straße (Lage) (in „Neue Sorge“)                                       | 0390                    | wörtlich | Alte (nach Bau der Eisenbahn / vor Bau der Kamenzer) Straße nach Hermsdorf | nach Bau der Eisenbahn bis zum Bau der Kamenzer Straße verlief hier die Straße nach Hermsdorf | weitere Bilder                                                     |
| Ruhland          | Alte Poststraße* (Lage) (Außerortsstraße)                                              | 0n. a.                  | wörtlich |                                                                            | von Ruhland am Forsthaus vorbei nach Ortrand | weitere Bilder                                                     |
| Ruhland          | Alte Waldstraße* (Lage) (Außerortsstraße)                                              | 0n. a.                  | wörtlich |                                                                            | von Ruhland über die Sieggrabenfurt zur 1945 zerstörten Brücke Richtung Lauchhammer | weitere Bilder                                                     |
| Ruhland          | Am Anger (Lage) (im Wohnpark „Neue Sorge“)                                             | 0190                    | wörtlich |                                                                            | von Am Wiesengrund nach Westsüdwest, mit Knick nach Süden; berührt Am Fließ und Am Lug | weitere Bilder                                                     |
| Ruhland          | Am Bach (Lage)                                                                         | 0115                    | wörtlich |                                                                            | von Gutshof nach Norden, vor der Fischerstraße eine Fußgängerbrücke über das Schwarzwasser | weitere Bilder                                                     |
| Ruhland          | Am Dreistein (Lage) (im Gewerbegebiet „Große Wiesen“)                                  | 0460                    | nach dem Dreisteingraben und dem alten Flurnamen „Bei den drei Steinen“ | 1994                                                                       | beginnt und endet mit Süd- bzw. Südsüdostabzweig von Am Dürrbachgraben; Gewerbegebiet - Allee Mehlbeeren | weitere Bilder                                                     |
| Ruhland          | Am Dürrbachgraben (Lage) (im Gewerbegebiet „Große Wiesen“)                             | 0705                    | nach dem Dürrbachgraben | 1994                                                                       | von der Bernsdorfer Straße nach Nordnordost zu Badeanstalt; Gewerbegebiet, seit 2016 Teil der L 581 - Stieleichen-Allee | weitere Bilder                                                     |
| Ruhland          | Am Fließ (Lage) (im Wohnpark „Neue Sorge“)                                             | 0265                    | wörtlich |                                                                            | von Am Anger nach Süden im Bogen nach Südsüdwest, kreuzt | weitere Bilder                                                     |
| Ruhland          | Am Lug (Lage) (im Wohnpark „Neue Sorge“)                                               | 0140                    | nach Lug = (feuchte) Wiese |                                                                            | von Am Wiesengrund nach Westnordwest, kreuzt Am Fließ, kreuzt Am Lug | weitere Bilder                                                     |
| Ruhland          | Am Schwarzwasser (Lage) (in Arnsdorf)                                                  | 0545                    | wörtlich |                                                                            | von der Hauptstraße nach Westen zur Ludwig-Jahn-Straße | Am Schwarzwasser                                                   |
| Ruhland          | Am Wiesengrund (Lage) (im Wohnpark „Neue Sorge“)                                       | 0320                    | wörtlich |                                                                            | erschließt den Wohnpark „Neue Sorge“; von der Theodor-Schmidt-Straße nach Südsüdost (dort mit Abzweig nach Südwest), dann weiter nach Süden (mit Abzweig nach Ostnordost) mit Stichweg zum Feldweg am Dürrbachgraben (Verbindung zum Spielplatz des Wohngebiets) | weitere Bilder                                                     |
| Ruhland          | Anglerweg (Lage) (in „Neue Sorge“)                                                     | 0390                    | nach Angler |                                                                            | von der Bernsdorfer Straße nach Nordnordost mit Abzweig zur „Insel“ und Knick nach Westen zur Badeanstalt; erschließt die „Alte Badeanstalt“ (Angelteich, Freifläche, Spazierweg) | weitere Bilder                                                     |
| Ruhland          | August-Bebel-Straße (Lage) (in Schönburgsau)                                           | 0700                    | nach August Bebel (1840–1913), Führer der Arbeiterbewegung und Mitbegründer der SPD | 1945                                                                       | von der Grenzstraße nach Osten zur Fichtestraße, dann nach Ostnordost, kreuzt Jägerstraße, Neugrabenweg, Heinrich-Heine-Straße und endet am Geschwister-Scholl-Weg (das Ende gehört postalisch zur Heinrich-Heine-Straße); vor 1945 Ostmarkstraße | weitere Bilder                                                     |
| Ruhland          | Badeanstalt (Lage) (in „Neue Sorge“)                                                   | 01200                   | nach Badeanstalt |                                                                            | von der Bahnunterführung Elsterbogen nördlich, teilweise parallel der Bahnlinie nach Schwarzbach; bis 2016 Teil der L 581 nach Schwarzbach; nach Neubau der Bahnbrücken und Absenkung der L 57 keine Durchfahrt zur Bernsdorfer Straße | weitere Bilder                                                     |
| Ruhland          | Bahnhof (Straße) (Lage)                                                                | 0200 + 200              | Straße zum Bahnhof |                                                                            | von Bahnhofstraße / Ende Güterbahnhofstraße nach Westsüdwest, erschließt Parkplatz und Blindgleis, eine parallele Straße erschließt den Bahnhof; bisher ohne postalische Bedeutung - denkmalgeschützte Gebäude Bahnhof | weitere Bilder                                                     |
| Ruhland          | Bahnhofstraße (Lage)                                                                   | 0500                    | Straße vom Markt zum Bahnhof |                                                                            | vom Markt / Ende Dresdener Straße nach Ostsüdost zum Ende Güterbahnhofstraße, mit Knick nach Norden zu Elsterbogen/Nordstraße; berührt vorher Kirchgasse, Kirchplatz, Brauhausplatz, Hospitalstraße sowie Marienstraße und kreuzt Ernst-Thälmann-Straße, erschließt Bahnhof - denkmalgeschützte Gebäude Bahnhofstraße 1, 3a, 17 sowie der Bahnhof - Germania-Denkmal - bis zum Eisenbahnbau Guteborner Straße (zusammen mit der späteren (ab 1945) Bernsdorfer Straße) | weitere Bilder                                                     |
| Ruhland          | Bergstraße (Lage)                                                                      | 074                     | wörtlich (hier befand sich ein kleiner Hügel) |                                                                            | von der Hospitalstraße nach Osten zur Feldstraße | weitere Bilder                                                     |
| Ruhland          | Berliner Straße (Lage)                                                                 | 0505                    | Straße nach Berlin; Teil der L 55 |                                                                            | vom Markt nach Norden zu Elsterbogen; berührt Kirchgasse und den postalisch vereinnahmten Pflaumenweg, ein Abzweig erschließt Hinter dem Markt; führt am „Zollhaus“ über die Schwarze Elster zur B 169 und nach Schwarzheide, Schipkauer Straße; Teil der L 55 - denkmalgeschützte Gebäude Berliner Straße 16 und Berliner Straße 19 - 2 Sängerlinden und Gedenkstein am „Zollhaus“ - Grenzstein Provinzgrenze Brandenburg-Schlesien 1825, Uferdamm der Schwarzen Elster gegenüber vom „Zollhaus“ | weitere Bilder                                                     |
| Ruhland          | Bernsdorfer Straße (Lage) (in „Neue Sorge“)                                            | 0570                    | Straße nach Bernsdorf; Teil der L 57 |                                                                            | von der Bahnunterführung Elsterbogen nach Südosten, über Guteborn und Grünewald nach Bernsdorf - vor 1945 Guteborner Straße | weitere Bilder                                                     |
| Ruhland          | Birkenweg (Lage) (in Schönburgsau)                                                     | 0515                    | nach den Birken, die den Weg säumen |                                                                            | vom Neugrabenweg nach Westsüdwest, ursprünglich über die Autobahn hinaus zu Alte Poststraße; Südgrenze der Bebauung des Ortsteils/Wohngebiets Schönburgsau und Ende der Fichtestraße, Rosa-Luxemburg-Straße und Jägerstraße | weitere Bilder                                                     |
| Ruhland          | Brauhausgasse (Lage)                                                                   | 034                     | nach dem Brauhaus |                                                                            | vom Brauhausplatz zu Marienstraße / Ende Karl-Liebknecht-Straße | weitere Bilder                                                     |
| Ruhland          | Brauhausplatz (Lage)                                                                   | 073 × 12                | nach dem Brauhaus |                                                                            | Zufahrt von Bahnhofstraße, Mittelstraße, Wallstraße und Brauhausgasse - denkmalgeschütztes Gebäude Brauhausplatz 2 | weitere Bilder                                                     |
| Ruhland          | Dorfaue (Lage) (in Arnsdorf)                                                           | 01010                   | wörtlich; hier auch wie Dorfanger |                                                                            | westlich parallel zur Hauptstraße von der Guteborner Straße nach Süden (die Straßenlänge ergibt sich aus 2 parallelen Strängen und 2 Abzweigen) | Dorfaue                                                            |
| Ruhland          | Dresdener Straße (Lage)                                                                | 01100                   | Straße nach Dresden |                                                                            | vom Markt nach Süden zur Kamenzer Straße, vorbei am Friedhof; kreuzt Mittelstraße, Wallstraße, Marienstraße, Rudolf-Breitscheid-Straße und Ernst-Thälmann-Straße/Karl-Marx-Straße, berührt Bahnhofstraße, Goethestraße, Kreuzstraße, Glashüttenstraße und Herschenzmühle; Teil der L 55 - abschnittsweise Allee: Platanen, Linden - denkmalgeschützte Gebäude Dresdener Straße 9 (Geschwister-Scholl-Schule), Dresdener Straße 35 (ältestes Haus, Fachwerkobergeschoss) - Geschwister-Scholl-Gedenkstätte und Einheits-Hainbuche auf dem Schulhof der Geschwister-Scholl-Schule                                                                            | weitere Bilder                                                     |
| Ruhland          | Dr.-Otto-Werkmeister-Straße (Lage)                                                     | 0575                    | nach dem Ruhlander Arzt Dr. Otto Werkmeister | 2017                                                                       | von der Kreuzung Rudolf-Breitscheid-Straße/Hartwigstraße nach Westsüdwest an der Kindertagesstätte „Spurensucher“ vorbei, knickt danach nach Süden und dann mehrfach in westliche und südliche Richtung; erschließt ein kleines Eigenhein-Baugebiet und ein Seniorenheim Beschluss der Stadtverordneten vom 20. November 2017; der zuerst vorgeschlagene und vom Hauptausschuss bevorzugte Name Lebensweg (von der KiTa zum Seniorenheim) wurde verworfen | Elsterbogen                                                        |
| Ruhland          | Elsterbogen (Lage)                                                                     | 0505                    | bogenförmige Straße zur Brücke über die Schwarze Elster |                                                                            | von der Bahnunterführung Bernsdorfer Straße (L 57)/Bahnhofstraße/Nordstraße nach Nordwesten, kreuzt die Feldstraße und mündet in die Berliner Straße; erschließt ein kleines Gewerbe- und Sondergebiet; Umgehungsstraße, Teil der L 55 | weitere Bilder                                                     |
| Ruhland          | Ernst-Thälmann-Straße (Lage)                                                           | 0735                    | nach Ernst Thälmann (1886–1944), Führer der Arbeiterbewegung, Vorsitzender der KPD | 1945                                                                       | von der Dresdener Straße / Anfang Karl-Marx-Straße am Friedhof und Scheunenweg vorbei nach Osten mit Knicks nach Nordnordost und Norden, berührt Karl-Liebknecht-Straße, kreuzt Rudolf-Breitscheid-Straße und Bahnhofstraße, endet an der Feldstraße; vor 1945 Kurt-Meyer-Straße – es ist nicht sicher, welcher der möglichen Namensgeber damals gemeint war | weitere Bilder                                                     |
| Ruhland          | Färbergasse (Lage)                                                                     | 045                     | nach dem alten Handwerk Färben |                                                                            | vom Markt nach Westen zur Gartenstraße | weitere Bilder                                                     |
| Ruhland          | Feldstraße (Lage)                                                                      | 0345                    | wörtlich |                                                                            | von der Bahnhofstraße nach Norden, Knick nach Osten zum Ende Ernst-Thälmann-Straße, kreuzt dann nach Nordosten Elsterbogen und nach Osten die Nordstraße; die Längenangabe beinhaltet das postalisch zur Nordstraße gehörende Ende | weitere Bilder                                                     |
| Ruhland          | Fichtestraße (Lage) (in Schönburgsau)                                                  | 0335                    | eventuell nach dem Berliner Arbeitersportverein „Fichte“ | 1945                                                                       | von der August-Bebel-Straße nach Süden zum Birkenweg; vor 1945 Sudetenstraße | weitere Bilder                                                     |
| Ruhland          | Fischerstraße (Lage)                                                                   | 0698                    | Fischer, Nahrungserwerb der ersten Siedler |                                                                            | vom Markt nach Westen, berührt Gartenstraße, Wallstraße, Stadtmühle und Lange Straße; ursprünglich über die jetzige Autobahn hinaus mit Moltke-Denkmal am Ende, vor 1945 Moltke-Allee - denkmalgeschützte Gebäude Fischerstraße 2, 8 und 12 | weitere Bilder                                                     |
| Ruhland          | Forsthaus (Lage) (Außerortsstraße)                                                     | 0n. a.                  | wörtlich |                                                                            | Straßenstück vor dem Forsthaus, abzweigend von Alte Poststraße, am Radwanderweg Ruhland – Waidmannsruh – Bärhaus | weitere Bilder                                                     |
| Ruhland          | Frauendorfer Weg (Lage) (Außerortsstraße)                                              | 0n. a.                  | von Arnsdorf nach Frauendorf (alte Ortsverbindungsstraße) |                                                                            | ab Dorfaue von Arnsdorf nach Frauendorf (alte Ortsverbindungsstraße, ausgebauter Radweg) |                                                                    |
| Ruhland          | Friedhofsweg (Lage) (in Arnsdorf)                                                      | 0280                    | zum Friedhof |                                                                            | ab Dorfaue / Frauendorfer Weg nach Norden zum Friedhof - Kriegs- und Gewaltopfer-Gedenkstein auf dem Friedhof Arnsdorf |                                                                    |
| Ruhland          | Friedrich-Engels-Straße (Lage)                                                         | 0255                    | nach Friedrich Engels (1820–1895), Philosoph und kommunistischer Revolutionär | 1945                                                                       | von der Karl-Marx-Straße / Glashüttenstraße an Straße des Aufbaus vorbei nach Westen zur Fuß- und Radwegbrücke über das Ruhlander Schwarzwasser zum Geschwister-Scholl-Weg und Heinrich-Heine-Straße | weitere Bilder                                                     |
| Ruhland          | Gartenstraße (Lage)                                                                    | 0130                    | nach dem Garten |                                                                            | von der Fischerstraße nach Süden zur Wallstraße, berührt Mittelstraße und Färbergasse | weitere Bilder                                                     |
| Ruhland          | Glashüttenstraße (Lage)                                                                | 0175                    | nach der Ruhlander Glashütte |                                                                            | von der Dresdener Straße nach Westen zur Karl-Marx-Straße; berührt den Platz der Jungen Pioniere - vor 1945 Glashütte - Lindenallee | weitere Bilder                                                     |
| Ruhland          | Goethestraße (Lage)                                                                    | 0305                    | nach Johann Wolfgang von Goethe (1749–1832), deutscher Dichter und Naturforscher |                                                                            | von der Dresdener Straße nach Westen zur Ortrander Straße / Hartwigstraße, berührt die Lange Straße - vor 1945 Wilhelmstraße - Linden, Eschen und Flatter-Ulme am Schwarzwasser-Ufer - denkmalgeschütztes Gebäude Goethestraße 16 | weitere Bilder                                                     |
| Ruhland          | Grenzstraße (Lage) (in Schönburgsau)                                                   | 0565                    | die Straße ist Westgrenze der Bebauung |                                                                            | von der Ortrander Straße nach Südwest, berührt die Enden von Parkstraße und August-Bebel-Straße und geht in einen Waldweg parallel zur Autobahn über, der zum Birkenweg/Wasserwerk führt - um 1980, am Anfang der Bebauung, hieß die Straße kurzzeitig An der Autobahn | weitere Bilder                                                     |
| Ruhland          | Guteborner Straße (Lage) (in Arnsdorf)                                                 | 0815                    | von der Dorfaue nach Guteborn (alte Ortsverbindungsstraße) |                                                                            | von der Dorfaue über Hauptstraße und Waldstraße nach Guteborn (alte Ortsverbindungsstraße, ausgebauter Radweg) |                                                                    |
| Ruhland          | Güterbahnhofstraße (Lage)                                                              | 0210                    | Straße am und parallel zum Güterbahnhof |                                                                            | von der Bahnhofstraße nach Südwest zur Rudolf-Breitscheid-Straße und auf Bahngelände ohne postalische Bedeutung weiter zur Ernst-Thälmann-Straße - denkmalgeschützte Gebäude Bahnhof Ruhland und Nebengebäude sowie Wasserturm | weitere Bilder                                                     |
| Ruhland          | Gutshof (Lage)                                                                         | 0115                    | wörtlich |                                                                            | vom Lindenplatz nach Westen zu Lange Straße - denkmalgeschützte Gebäude Gutshof 2 Gutshof mit Heimatmuseum und Gutshof 1 (Wohnhaus) - wurde einschließlich Brücke im Jahre 2003 als Bestandteil des Sanierungsgebietes „Ruhlander Stadtkern“ grundhaft instand gesetzt | weitere Bilder                                                     |
| Ruhland          | Hainweg (Lage) (in Schönburgsau)                                                       | 0700                    | nach Hain (kleiner Wald) | 2005                                                                       | von der Ortrander Straße nach Norden mit Knick nach Osten, erschließt ein kleines Wohngebiet hinter der Matzmühle westlich des Haingrabens | weitere Bilder                                                     |
| Ruhland          | Hartwigstraße (Lage)                                                                   | 0540                    | nach Eduard Hartwig, „verdienstvoller Rathmann bis 1901“ | (<) 1926                                                                   | von der Goethestraße / Ortrander Straße nach Süden zur Glashüttenstraße, kreuzt Rudolf-Breitscheid-Straße (vereinnahmt deren Ende) und Karl-Marx-Straße, berührt die Kreuzstraße | weitere Bilder                                                     |
| Ruhland          | Hauptstraße (Lage) (in Arnsdorf)                                                       | 01600                   | wörtlich |                                                                            | Teil der L 55, führt parallel zum Ruhlander Schwarzwasser von Süden nach Norden durch den ganzen Ortsteil | Hauptstraße                                                        |
| Ruhland          | Heinrich-Heine-Straße (Lage) (in Schönburgsau)                                         | 0700                    | nach Heinrich Heine (1797–1856), deutscher Dichter, Schriftsteller und Journalist | 1945                                                                       | von der Ortrander Straße nach Süden, kreuzt die August-Bebel-Straße und endet am Geschwister-Scholl-Weg; die verlängerte August-Bebel-Straße und Abzweige zum Geschwister-Scholl-Weg gehören postalisch zur Heinrich-Heine-Straße; ein Abzweig führt als Fuß- und Radweg über das Ruhlander Schwarzwasser zur Friedrich-Engels-Straße; vor 1945 Schönburgs-Au wie der Ortsteil | weitere Bilder                                                     |
| Ruhland          | Hermsdorfer Straße (Lage) (in „Neue Sorge“)                                            | 0435                    | Straße nach Hermsdorf |                                                                            | vom südwestlichen Ende der Theodor-Schmidt-Straße nach Südsüdost, trifft auf die Kamenzer Straße und führt nach Hermsdorf und Lipsa | weitere Bilder                                                     |
| Ruhland          | Herschenzmühle (Lage)                                                                  | 0960                    | nach einem Besitzer der Mühle |                                                                            | von der Dresdener Straße zwischen den Bahnunterführungen nach Südwesten, erschließt den Wohnplatz Herschenzmühle und das Gebiet zwischen den Bahnlinien | Herschenzmühle                                                     |
| Ruhland          | Hinter dem Markt* (Lage)                                                               | 040 × 25                | wörtlich |                                                                            | Der Platz hinter den Gebäuden im Winkel zwischen Berliner Straße und Markt hat keine postalische Adresse; ein öffentlicher Parkplatz hinter der Druckerei geht in die Höfe der Bebauung über; in Verlängerung der Zufahrt von der Berliner Straße gibt es einen Fußweg („Janks Gäßchen“) zum Stadtmühlenweg durch Gärten und über das Schwarzwasser zu Stadtmühle. | weitere Bilder                                                     |
| Ruhland          | Horst-Bormann-Brücke* (Lage) (am Schwarzwasser zur Friedrich-Engels-Straße)            | 05                      | nach dem Biologie-Lehrer Horst Bormann (1928–2015), Schöpfer des Schulgartens Ruhland | 2021                                                                       | früher „Blaue Brücke“, davor „Polterbrücke“ wegen des Bohlen-Belags; Verbindung von der Heinrich-Heine-Straße zum Ostabzweig des Geschwister-Scholl-Wegs und der Friedrich-Engels-Straße / Straße des Aufbaus | Horst-Bormann-Brücke                                               |
| Ruhland          | Hospitalstraße (Lage)                                                                  | 0117                    | hier befand sich das Hospital |                                                                            | von der Bahnhofstraße nach Norden, berührt die Bergstraße und Kirchplatz (Verbindungsgasse) - denkmalgeschützte Gebäude Hospitalstraße 3, 8 und 9 - wurde im Jahre 2004 grundlegend instand gesetzt (15.000 € Stadt Ruhland, 35.000 € Wasserverband) | weitere Bilder                                                     |
| Ruhland          | Jägerbrücke* (Lage) (über die Autobahn zum Forsthaus)                                  | 05                      | nach einer Nutzer-Gruppe; auch „Forstweg-Brücke“ wegen des Wegziels | 1900                                                                       | Verbindung von der Ortrander Straße zur Alten Poststraße, zu den Großen Wiesen und Ruhlander Forst | Jägerbrücke                                                        |
| Ruhland          | Jägerstraße (Lage) (in Schönburgsau)                                                   | 0445                    | nach dem Jäger |                                                                            | von der Parkstraße über August-Bebel-Straße nach Süden zum Birkenweg | weitere Bilder                                                     |
| Ruhland          | Jenstech-Weg* (Lage) (Außerortsstraße)                                                 | 02370                   | nach dem alten Flurnamen Im Jenstech, von Gänsesteg (Jenschstech, Jensteich, Jensteig) |                                                                            | von (etwas nördlich) Arnsdorf, die verlängerte Hermsdorfer Straße querend, zur L 57 etwas südlich der Einmündung von Schwarzer Weg | Jenstech-Weg                                                       |
| Ruhland          | Kamenzer Straße (Lage) (zu „Neue Sorge“)                                               | 0415                    | nach Kamenz |                                                                            | von der Bahnunterführung Dresdener Straße / Kreuzung Alte Hermsdorfer Straße nach Ostsüdost, trifft auf die Hermsdorfer Straße und führt nach Hermsdorf und Lipsa; Teil der K 6603 | weitere Bilder                                                     |
| Ruhland          | Karl-Liebknecht-Straße (Lage)                                                          | 0360                    | nach Karl Liebknecht (1871–1919), Führer der Arbeiterbewegung | 1945                                                                       | vor 1945 Wilhelmstraße | weitere Bilder                                                     |
| Ruhland          | Karl-Marx-Straße (Lage)                                                                | 0590                    | nach Karl Marx (1818–1883), Philosoph und Ökonom, Theoretiker der Arbeiterbewegung | 1945                                                                       | von der Dresdener Straße nach Westen zur Kreuzung mit der Hartwigstraße, biegt dann nach Süden ab über die Einmündungen von Friedrich-Engels-Straße und Glashüttenstraße und endet an einem Industriegebiet (Stahlbau); berührt den Platz der Jungen Pioniere; vor 1945 General-Litzmann-Allee | weitere Bilder                                                     |
| Ruhland          | Kiefernweg (Lage) (in Arnsdorf)                                                        | 0165                    | nach der Kiefer |                                                                            | von der Hauptstraße nach Osten zu Kiefernweg |                                                                    |
| Ruhland          | Kirchgasse (Lage)                                                                      | 0150                    | wörtlich |                                                                            | vom Markt / Ende Berliner Straße zum Kirchplatz, auf dessen Westseite gabelnd nach Süden zur Bahnhofstraße und nach Norden bei einem kleinen Wohnblock hinter dem Pfarrhausgarten endend | weitere Bilder                                                     |
| Ruhland          | Kirchplatz (Lage)                                                                      | 064 × 42                | wörtlich |                                                                            | postalisch dazu gehört die Straße vor den Pfarrhäusern im Norden, die Verbindung im Osten zur Bahnhofstraße, deren Verlängerung nach Norden und die Verbindungsgasse zur Hospitalstraße mit 50 m Länge; die Straße im Westen und Verbindung im Westen zur Bahnhofstraße gehören postalisch zur Kirchgasse - denkmalgeschützte Gebäude evangelische Kirche und Kirchplatz 2 (Pfarrhaus) mit Kriegs- und Gewaltofer-Gedenktafeln im Eingangsbereich - Germania-Denkmal | weitere Bilder                                                     |
| Ruhland          | Kirchweg* (Lage) (Außerortsstraße)                                                     | 0n. a.                  | Weg zur Ruhlander Kirche |                                                                            | Weg von Arnsdorf nach Ruhland, Abzweig der jetzigen Ludwig-Jahn-Straße über das Schwarzwasser auf die jetzige Herschenzmühle, auch auf den Mordweg, die jetzige L 55 | Kirchweg                                                           |
| Ruhland          | Klaus-Reichelt-Brücke* (Lage) (am Schwarzwasser östlich der Gartenanlage „Hundemeile“) | 05                      | nach dem Zimmerermeister Klaus-Reichelt, der diese Schwarzwasser-Brücke am östlichen Zugang der Gartenanlage „Hundemeile“ instand setzte                                                                      | 2010                                                                       | östlicher Zugang der Gartenanlage „Hundemeile“, am gleichnamigen Weg zwischen dem Ostabzweig des Geschwister-Scholl-Wegs und dem Neugrabenweg | Klaus-Reichelt-Brücke                                              |
| Ruhland          | Klaus-Reichelt-Platz* (Lage) (in der Gartenanlage „Hundemeile“)                        | 055 × 10                | nach dem Zimmerermeister Klaus-Reichelt, der eine Schwarzwasser-Brücke am östlichen Zugang instand setzte | 2010                                                                       | in der Gartenanlage „Hundemeile“, am gleichnamigen Weg zwischen dem Ostabzweig des Geschwister-Scholl-Wegs und dem Neugrabenweg | weitere Bilder                                                     |
| Ruhland          | Kreuzstraße (Lage)                                                                     | 0180                    | nach einem damals etwa 450-jährigen Sühnekreuz am Beginn | 1926                                                                       | von der Dresdener Straße nach Westsüdwest zur Hartwigstraße, berührt Vorwerk | weitere Bilder                                                     |
| Ruhland          | Langer Weg* (Lage) (Schönburgsau, Außerortsstraße)                                     | 0n. a.                  | wörtlich |                                                                            | vom Schützenhaus über die Filzenwiese und den Buschgraben; der bebaute Anfang gehört jetzt zur Ortrander Straße | Langer Weg                                                         |
| Ruhland          | Lange Straße (Lage)                                                                    | 0278                    | wörtlich |                                                                            | von der Fischerstraße nach Norden zur Goethestraße, berührt Gutshof | weitere Bilder                                                     |
| Ruhland          | Lindenplatz (Lage)                                                                     | 030 × 20 × 20           | wörtlich |                                                                            | Zufahrt von Marienstraße, Wallstraße und Gutshof | weitere Bilder                                                     |
| Ruhland          | Lindenstraße (Lage)                                                                    | 0140                    | wörtlich | 2023                                                                       | von der Kreuzstraße, Kreuzung Hartwigstraße, weiter nach Westsüdwest vor 2022 Weg im Nordostteil der Kleingartenanlage „Sommerfreude“ | weitere Bilder                                                     |
| Ruhland          | Ludwig-Jahn-Straße (Lage) (in Arnsdorf)                                                | 0550                    | nach Friedrich Ludwig Jahn (1778–1852), Pädagoge, Initiator der deutschen Turnbewegung |                                                                            | von der Dorfaue nach Osten und dann mit 2 Abzweigen nach Norden zu Am Schwarzwasser | Ludwig-Jahn-Straße                                                 |
| Ruhland          | Marienstraße (Lage)                                                                    | 0420                    | nach Maria (Mutter Jesu) |                                                                            | vom Lindenplatz nach Süden und dann nach Ostsüdost über Dresdener Straße und Brauhausgasse / Ende Karl-Liebknecht-Straße nach Nordnordost zur Bahnhofstraße - denkmalgeschütztes Gebäude Marienstraße 12 | weitere Bilder                                                     |
| Ruhland          | Markt (Lage)                                                                           | 054 × 54                | nach dem Markt |                                                                            | Zufahrt von Berliner Straße, Dresdener Straße, Fischerstraße, Bahnhofstraße; Zugang von der Färbergasse - Baumreihe 4 Spitzahorn, geschnitten, auf der Westseite - denkmalgeschütztes Ensemble - Marktbrunnen und Postmeilensäule | weitere Bilder                                                     |
| Ruhland          | Milchstraße (Lage) (Außerortsstraße)                                                   | 04800                   | nach Milch, Milchviehanlage am Ende der Straße |                                                                            | früher landläufig auch LPG-Straße von Ruhland Schwarzbacher Weg nach Biehlen |                                                                    |
| Ruhland          | Mittelstraße (Lage)                                                                    | 0220                    | wörtlich |                                                                            | vom Brauhausplatz nach Westnordwest über Dresdener Straße zur Gartenstraße | weitere Bilder                                                     |
| Ruhland          | Mühlenstraße (Lage) (in Arnsdorf)                                                      | 0527                    | nach der Mühle am Schwarzwasser |                                                                            | von der Dorfaue nach Osten über die Hauptstraße hinweg zur K 6603 | Mühlenstraße                                                       |
| Ruhland          | Neue Straße (Lage) (in Arnsdorf)                                                       | 0295                    | wörtlich |                                                                            | von der Hauptstraße nach Osten über Waldstraße hinweg zum Ortsrand und einem Waldweg |                                                                    |
| Ruhland          | Neugrabenweg (Lage) (in Schönburgsau)                                                  | 0905                    | nach dem Neugraben, einem vor 1900 wichtigen Entwässerungsgraben |                                                                            | von der Ortrander Straße nach Süden, kreuzt die August-Bebel-Straße, berührt Parkstraße, Birkenweg und Geschwister-Scholl-Weg und führt weiter als asphaltierter Weg durch das Kreuzungsbauwerk der Bahn nach Arnsdorf bzw. zum Forsthaus | weitere Bilder                                                     |
| Ruhland          | Neulandweg (Lage) (in „Neue Sorge“)                                                    | 0313                    | nach dem alten Flurnamen Alte Neuländer: Neuland = für den Ackerbau urbar gemachtes Gebiet |                                                                            | von der Theodor-Schmidt-Straße / Ecke Bernsdorfer Straße nach Südsüdost bis zum Feldweg am Dürrbachgraben | weitere Bilder                                                     |
| Ruhland          | Nordstraße (Lage)                                                                      | 0270                    | wörtlich |                                                                            | von der Bahnhofstraße und Bahnunterführung Elsterbogen nach Norden, das Ende der Feldstraße kreuzend; nach Neubau der Bahnbrücken und Absenkung der L 57 keine Durchfahrt mehr zur Bahnhofstraße, Zufahrt nur noch über Feldstraße; die Längenangabe beinhaltet einen Seitenzweig, der postalisch zur Nordstraße gehört, aber auch blindes Ende der Feldstraße ist | weitere Bilder                                                     |
| Ruhland          | Ortrander Straße (Lage) (in Schönburgsau)                                              | 0785                    | Ortrand, Nachbarstadt; hier begann die Alte Poststraße nach Ortrand |                                                                            | von Goethestraße / Ecke Hartwigstraße über das Ruhlander Schwarzwasser bei der Matzmühle nach Westsüdwest; dazu gehört ein Abzweig am Schützenhaus, der früher als Langer Weg über die jetzige Autobahn hinaus in die Buschwiesen führte; mit der Ortrander Straße begann der Parschkenweg mit Abzweig zu Alte Poststraße nach Ortrand, die ursprünglich gerade Verbindung zum ehemaligen Parschkenweg wurde durch die Autobahn unterbrochen - bis 1945 Grenzweg - über große Strecken Roteichen-Allee - Turner-Denkmal für im Ersten Weltkrieg gefallene Turner - Gedenktafel an der Schießhalle für im Ersten Weltkrieg gefallene Schützen               | weitere Bilder                                                     |
| Ruhland          | Parkstraße (Lage) (in Schönburgsau)                                                    | 0505                    | nach dem damaligen Stadtpark (angelegt als Prinzess-Luisen-Weg, s. Geschwister-Scholl-Weg), der die Siedlung Schönburgsau begrenzt                                                                            |                                                                            | vom Neugrabenweg nach Westsüdwest zur Grenzstraße, berührt Jägerstraße und Rosa-Luxemburg-Straße | weitere Bilder                                                     |
| Ruhland          | Parschkenweg* (Lage) (Außerortsstraße)                                                 | 0n. a.                  | nach dem alten Flurnamen Im Parschken, der Name stammt vom sorbischen breza = Birke |                                                                            | Verlängerung der jetzigen Ortrander Straße | Parschkenweg                                                       |
| Ruhland          | Parzellenstraße (Lage) (in Schönburgsau)                                               | 0128                    | nach Parzelle (Grundstück) | 1945                                                                       | von der Fichtestraße nach Osten zur Rosa-Luxemburg-Straße; 1922 bis 1945 Wilhelm Gustloff-Straße, 1945 bis 1974 (Eingemeindung Arnsdorf) Ludwig-Jahn-Straße | weitere Bilder                                                     |
| Ruhland          | Pflaumenweg* (Lage)                                                                    | 0n. a.                  | wörtlich |                                                                            | vom Zollhaus zur Stadtmühle; postalisch zu Berliner Straße - Pflaumen-Allee | Pflaumenweg                                                        |
| Ruhland          | Platz der Jungen Pioniere* (Lage)                                                      | 0130 × 125 × 53         | nach den Jungen Pionieren |                                                                            | öffentlicher Kinderspielplatz des Wohngebiets - 1938 Grünanlage durch Heimatverein angelegt - früher „Galgen“ oder „Am Galgen“ | weitere Bilder                                                     |
| Ruhland          | Querstraße (Lage) (in „Neue Sorge“)                                                    | 0290                    | wörtlich; Linden-Doppelreihe im mittleren Drittel |                                                                            | von der Bernsdorfer Straße bei der Bahnunterführung nach Südwest mit Knick zur Theodor-Schmidt-Straße; noch 1931 verlief hier entlang die Bernsdorfer Straße - Hausnr. 3 katholische Kirche - vor 1945 Alte Guteborner Straße | weitere Bilder Straße und katholische Kirche                       |
| Ruhland          | Ringstraße (Lage) (in „Neue Sorge“)                                                    | 0230                    | wörtlich |                                                                            | vom Anglerweg nach Ostsüdost mit Knick zur Bernsdorfer Straße | weitere Bilder                                                     |
| Ruhland          | Rosa-Luxemburg-Straße (Lage) (in Schönburgsau)                                         | 0420                    | nach Rosa Luxemburg (1871–1919), Wortführerin der Linken in der SPD und Mitbegründerin der KPD | 1945                                                                       | von der Parkstraße über August-Bebel-Straße nach Süden zum Birkenweg; vor 1945 Saarlandstraße | weitere Bilder                                                     |
| Ruhland          | Rudolf-Breitscheid-Straße (Lage)                                                       | 0550                    | nach Rudolf Breitscheid (1874–1944), linksliberaler und später sozialdemokratischer Politiker | 1945                                                                       | von der Güterbahnhofstraße über Ernst-Thälmann-Straße, Karl-Liebknecht-Straße, Hartwigstraße nach Westen, berührt Vorwerk; das westliche Ende gehört postalisch zu Hartwigstraße; vor 1945 Suchystraße und Schäfereiweg - denkmalgeschütztes Gebäude Rudolf-Breitscheid-Straße 4 (ehemals Amtsgericht, jetzt Amtsverwaltung) | weitere Bilder                                                     |
| Ruhland          | Scherenweg* (Lage) (Außerortsstraße)                                                   | 0~1600                  | nach dem alten Flurnamen Die Schären, (wie mit der Pflugschar gezogene) schmale Streifen |                                                                            | von Ruhland durch das Kreuzungsbauwerk der Bahn nach Arnsdorf (verlängerter Neugrabenweg, unterbrochen durch die Bahnlinie nach Ortrand) |                                                                    |
| Ruhland          | Scheunenweg (Lage)                                                                     | 090                     | wörtlich |                                                                            | an der Ostmauer des Friedhofs, jetzt Privatstraße | Scheunenweg                                                        |
| Ruhland          | Schwarzbacher Weg (Lage) (Außerortsstraße)                                             | 01000                   | wörtlich |                                                                            | von der Bahnunterführung Elsterbogen zwischen den Bahnlinien zur Grünabfalldeponie, früher Straße von Ruhland nach Schwarzbach, kreuzte nach weiteren 200 m den jetzigen Verlauf der Bahnlinie und verlief dann weiter wie die jetzige L 581; damals gab es Badeanstalt noch nicht. | Schwarzbacher Weg                                                  |
| Ruhland          | Schwarzer Weg* (Lage) (Außerortsstraße)                                                | 0n. a.                  | auch Leichenweg (aus der Zeit, als Guteborn und die östlicheren Amtsgemeinden noch keinen eigenen Friedhof hatten)                                                                                            |                                                                            | früher auch Leichenweg, Transportweg nach Guteborn, Verlängerung der jetzigen Wiesenstraße über den Blumengraben | Schwarzer Weg                                                      |
| Ruhland          | Schützenhausplatz* (Lage)                                                              | 0120 × 50               | wörtlich |                                                                            | auch Festplatz; gehörte vor dem 1. Weltkrieg dem Turnverein „Gut Heil“, der dort mit seiner Großfeldhandballmannschaft spielte. | weitere Bilder                                                     |
| Ruhland          | Stadtmühle (Lage)                                                                      | 0370                    | wörtlich |                                                                            | von der Fischerstraße nach Norden zum Pflaumenweg, berührt den Stadtmühlenweg | weitere Bilder                                                     |
| Ruhland          | Stadtmühlenweg (Lage)                                                                  | 0205                    | wörtlich |                                                                            | von der Stadtmühle nach Osten mit Knick nach Norden, erschließt eine Gartenanlage; am Anfang Abzweig zu „Janks Gäßchen“ zu Hinter dem Markt | weitere Bilder                                                     |
| Ruhland          | Straße des Aufbaus (Lage)                                                              | 0335                    | wörtlich vom Aufbau nach dem 2. Weltkrieg |                                                                            | von der Friedrich-Engels-Straße nach Süden mit Knick nach Westen und wieder zurück zur Friedrich-Engels-Straße und Fuß- und Radwegbrücke über das Ruhlander Schwarzwasser zum Geschwister-Scholl-Weg und Heinrich-Heine-Straße; die Längenangabe beinhaltet die Zufahrt zu Garagen und Ringschluss zur Friedrich-Engels-Straße |                                                                    |
| Ruhland          | Theodor-Schmidt-Straße (Lage) (in „Neue Sorge“)                                        | 01010                   | nach Karl Ernst Theodor Schmidt aus Drense (Kreis Prenzlau), 1894–1916 Archidiakon (gleichzeitig Kapellenprediger in Guteborn); Begründer der an der alten Guteborner Straße gelegenen „Kolonie“ (Neue Sorge) | 1926                                                                       | von der Bernsdorfer Straße nach Südsüdwest zur Hermsdorfer Straße, zeitweise parallel zur Bahnlinie, erschließt das ursprüngliche Wohngebiet „Neue Sorge“; die Straßenlänge und Hausnummerierung bezieht eine Querstraße mit ein | weitere Bilder                                                     |
| Ruhland          | Vorwerk (Lage)                                                                         | 0140                    | nach dem Vorwerk | 1926                                                                       | von der Rudolf-Breitscheid-Straße nach Süden zur Kreuzstraße; landläufig noch der frühere (seit 1926) Name Vorwerkstraße | weitere Bilder                                                     |
| Ruhland          | Waldesruh (Lage) (Außerortsstraße, zu Arnsdorf)                                        | 0350                    | wörtlich |                                                                            | Stück der Hermsdorfer Straße (K6603) südlich der Kreuzung Guteborner Straße (Alte Abdeckerei) | Waldesruh                                                          |
| Ruhland          | Waldstraße (Lage) (in Arnsdorf)                                                        | 0180                    | wörtlich |                                                                            | von der Hauptstraße nach Osten mit Knick nach Norden über Guteborner Straße und Neue Straße zum Kiefernweg |                                                                    |
| Ruhland          | Wallstraße (Lage)                                                                      | 0242                    | nach dem Wall (Stadtbefestigung) |                                                                            | vom Brauhausplatz über Dresdener Straße nach Westnordwest zum Lindenplatz / Ende Marienstraße mit Knick nach Norden zur Fischerstraße | weitere Bilder                                                     |
| Ruhland          | Wasserwerk (Lage) (in Schönburgsau)                                                    | 0425                    | nach dem Wasserwerk, dem es bis zum Abriss als Zufahrt diente |                                                                            | postalisch der Birkenweg 60 m westlich der Fichtestraße bis zur Autobahn mit Knick nach Süden zum ehemaligen Betriebsgelände des Wasserwerks | weitere Bilder                                                     |
| Ruhland          | Wiesenstraße (Lage) (in „Neue Sorge“)                                                  | 0510                    | wörtlich |                                                                            | von der Kreuzung Alte Hermsdorfer Straße / Hermsdorfer Straße nach Südosten; hier begann der Schwarze Weg oder Leichenweg nach Guteborn | weitere Bilder                                                     |
| Guteborn         | Alte Hermsdorfer Straße (Lage)                                                         | 0135                    | alte Ortsverbindungsstraße nach Hermsdorf (die jetzige Hermsdorfer Straße / K 6604 führt durch den ehemaligen Schlosspark und existierte damals nicht)                                                        |                                                                            | mündet 1600 m außerhalb auf die K 6604 nach Hermsdorf | Alte Hermsdorfer Straße                                            |
| Guteborn         | Arnsdorfer Straße (Lage)                                                               | 0317                    | Straße führt weiter nach Arnsdorf |                                                                            | führt weiter nach Arnsdorf (alte Ortsverbindungsstraße, ausgebauter Radweg) | Arnsdorfer Straße                                                  |
| Guteborn         | Bäckergasse (Lage)                                                                     | 0135                    | wörtlich |                                                                            | verbindet Weinbergstraße (bei Mündung Friedhofsweg) mit der Hauptstraße beim Bäcker | Bäckergasse                                                        |
| Guteborn         | Birkenweg (Lage)                                                                       | 0110                    | nach der Birke |                                                                            | von der Weinbergstraße zum Lindenweg parallel zum Friedhofsweg | „Dorfaue“                                                          |
| Guteborn         | Dorfaue (Lage)                                                                         | 0470                    | wörtlich; hier auch wie Dorfanger |                                                                            | parallel und postalisch zur Hauptstraße; landläufig im Ort auch „Kaupe“ - auf der Dorfaue befinden sich ein Bismarck-Gedenkstein und eine naturgeschützte Eiche (eventuell ehemalige Bismarck-Eiche) sowie ein Brunnenstein | Birkenweg                                                          |
| Guteborn         | Eichenweg (Lage)                                                                       | 0325                    | nach der Eiche |                                                                            | von der Schwarzbacher Straße zum Hohenbockare Weg etwa parallel und dann im Winkel zur Hauptstraße | Eichenweg                                                          |
| Guteborn         | Erlenweg (Lage)                                                                        | 0185                    | nach der Erle |                                                                            | von Alte Hermsdorfer Straße nach Westnordwest etwa parallel zur Hauptstraße und außerhalb der Ortslage zur Arnsdorfer Straße | Alte Hermsdorfer Straße                                            |
| Guteborn         | Friedhofsweg (Lage)                                                                    | 0330                    | wörtlich |                                                                            | von der Hauptstraße nach Norden zum Friedhof und zum Lindenweg | Friedhofsweg                                                       |
| Guteborn         | Hauptstraße (Lage)                                                                     | 02170                   | wörtlich (bedeutendste und bestausgebaute Straße des Ortes) |                                                                            | L 57 von Ruhland nach Bernsdorf; Längenangabe nur Ortslage und ohne die postalisch hier zugeordnete Dorfaue | Hauptstraße                                                        |
| Guteborn         | Hermsdorfer Straße (Lage)                                                              | 0280                    | Straße führt weiter nach Hermsdorf |                                                                            | von der Hauptstraße in Verlängerung der Weinbergstraße durch den ehemaligen Schlosspark nach Süden; führt als K 6604 weiter nach Hermsdorf | Hermsdorfer Straße                                                 |
| Guteborn         | Hohenbockaer Weg (Lage)                                                                | 0105                    | führt weiter nach Hohenbocka |                                                                            | von der Hauptstraße nach Ostnordost; hier beginnt die alte Ortsverbindungsstraße nach Hohenbocka | Hohenbockaer Weg                                                   |
| Guteborn         | Im Felde (Lage)                                                                        | 0112                    | wörtlich |                                                                            | kurzer Stichweg von der Hauptstraße nach Norden | Im Felde                                                           |
| Guteborn         | Kurzer Weg (Lage)                                                                      | 0245                    | wörtlich |                                                                            | von der Hauptstraße zur Arnsdorfer Straße | Kurzer Weg                                                         |
| Guteborn         | Lindenweg (Lage)                                                                       | 0320                    | nach der Linde |                                                                            | vom Friedhofsweg nach Westen zum Ende der Schulstraße | Lindenweg                                                          |
| Guteborn         | Parkweg (Lage)                                                                         | 0620                    | nach dem Schlosspark |                                                                            | 2 Abgänge von der Hauptstraße nach Süden und Südsüdwest sowie deren Enden verbindend etwa parallel zur Hauptstraße nach Westnordwest | Parkweg                                                            |
| Guteborn         | Schulstraße (Lage)                                                                     | 0290                    | wörtlich |                                                                            | von der Hauptstraße über die Schulstraße hinweg zur Schule und zum Lindenweg | Schulstraße                                                        |
| Guteborn         | Schwarzbacher Straße (Lage)                                                            | 0290                    | führt weiter nach Schwarzbach |                                                                            | von der Hauptstraße, die Weinbergstraße kreuzend nach Norden nach Schwarzbach | Schwarzbacher Straße                                               |
| Guteborn         | Sorgenteich (Lage) (Außerortsstraße)                                                   | 0720                    | nach dem benachbarten Teich, dessen ausreichende Wasserhaltung stets Sorgen bereitete |                                                                            | Außerort-Wohnplatz zu Guteborn; die angegebene Länge ist nur die Verbindungsstrecke zwischen den Gebäuden (Brunnenwasserwerk) |                                                                    |
| Guteborn         | Weinbergstraße (Lage)                                                                  | 0975                    | nach dem Weinberg |                                                                            | parallel zur Hauptstraße, mit von dort nach Norden bzw. Westen abzweigenden Anbindungen | Weinbergstraße                                                     |
| Grünewald        | Am Dorfplatz (Lage)                                                                    | 0700                    | wörtlich |                                                                            | von der Hauptstraße nach Süden, umrahmt den Dorfplatz, führt nach Westen zur Wiednitzer Straße und nach Norden wieder zur Hauptstraße |                                                                    |
| Grünewald        | August-Bebel-Straße (Lage)                                                             | 0325                    | August Bebel (1840–1913), Führer der Arbeiterbewegung und Mitbegründer der SPD |                                                                            | von der Hohenbockaer Straße (L 58) nach Osten zum Mittelweg |                                                                    |
| Grünewald        | Dorfaue im OT Sella (Lage)                                                             | 0190 × 155 × 64         | wörtlich |                                                                            | von der Dresdener Straße im Norden und 2 Abzweigen der Dorfstraße östlich und westlich eingefasst |                                                                    |
| Grünewald        | Dorfplatz (Lage)                                                                       | 0160 × 160 × 55         | wörtlich |                                                                            | erschlossen und umrahmt von Am Dorfplatz |                                                                    |
| Grünewald        | Dorfstraße im OT Sella (Lage)                                                          | 0633                    | wörtlich |                                                                            | von der Dresdener Straße in 2 Abzweigen östlich und westlich der Dorfaue nach Süden, am Ende der Dorfaue zusammenlaufend und weiter nach Süden |                                                                    |
| Grünewald        | Dresdener Straße im OT Sella (Lage)                                                    | 01100                   | nach Dresden |                                                                            | von Grünewald nach Schwepnitz, berührt die Dorfstraße; Teil der L 58 |                                                                    |
| Grünewald        | Guteborner Straße (Lage)                                                               | 0550                    | nach dem Nachbarort Guteborn |                                                                            | von der Hohenbockaer Straße als Verlängerung der Hauptstraße nach Westsüdwest, mit Knick nach Westnordwest, Teil der L 57 | Guteborner Straße                                                  |
| Grünewald        | Hauptstraße (Lage)                                                                     | 0535                    | wörtlich (bedeutendste Straße) |                                                                            | als Verlängerung der Guteborner Straße von der Schulstraße und Hohenbockaer Straße nach Ostsüdost bis zur Heidestraße, Kreuzung Wiednitzer Straße – Lange Straße; erschließt Am Dorfplatz und Mittelweg; Teil der L 57 | Hauptstraße vor Guteborner Straße                                  |
| Grünewald        | Heidestraße (Lage)                                                                     | 01800 (220)             | nach Heide, Siedlung im Ortsteil Wiednitz der Stadt Bernsdorf |                                                                            | von der Hauptstraße als deren Verlängerung nach Osten, zum Nordwestende von Wiednitz, Kolonie Heide |                                                                    |
| Grünewald        | Hohenbockaer Straße (Lage)                                                             | 0370 + 170              | nach dem Nachbarort Hohenbocka |                                                                            | von der Hauptstraße als Verlängerung der Schulstraße nach Norden, am Friedhof (2. Längenangabe) vorbei nach Hohenbocka, Teil der L 58 |                                                                    |
| Grünewald        | Lange Straße (Lage)                                                                    | 0435                    | wörtlich |                                                                            | von der Wiednitzer Straße (L 57) als deren Verlängerung nach Nordwesten zur L 58 |                                                                    |
| Grünewald        | Mittelweg (Lage)                                                                       | 0460                    | wörtlich |                                                                            | von der Hauptstraße nach Norden, berührt August-Bebel-Straße und kreuzt Lange Straße, hinter dem Ortsausgang als Waldweg weiter nach Norden |                                                                    |
| Grünewald        | Platz der Volkssolidarität (Lage)                                                      | 0115 × 77 × 70          | nach der Organisation |                                                                            | erschlossen und umrahmt von Hohenbockaer Straße, deren Abzweig, und Hauptstraße; alte Wegsäule, Steinkreuz und ein Naturdenkmal, weiterhin eine kleine Bühne (gesplittet); Bushaltestelle an der Hauptstraße; ohne postalische Bedeutung | Platz der Volkssolidarität Südansicht                              |
| Grünewald        | Sandstraße (Lage)                                                                      | 0200                    | wörtlich |                                                                            | von der Wiednitzer Straße (L 57) nach Norden zur Heidestraße |                                                                    |
| Grünewald        | Schulstraße (Lage)                                                                     | 0550                    | nach der Schule |                                                                            | von der Hauptstraße als Verlängerung der Hohenbockaer Straße nach Südwesten, an der ehemaligen Schule vorbei, Teil der L 58 |                                                                    |
| Grünewald        | Schwarzbacher Weg (Lage)                                                               | 0395                    | nach Schwarzbach |                                                                            | von der Hohenbockaer Straße nach Nordwesten zum Sportplatz, früher Anfang einer Ortsverbindungsstraße nach Schwarzbach über den Wohnplatz Im Wald |                                                                    |
| Grünewald        | Weststraße (Lage)                                                                      | 0800                    | wörtlich (führt nach Westen) |                                                                            | von der Hohenbockaer Straße nach Westen, mit Knick nach Süden zur Guteborner Straße |                                                                    |
| Grünewald        | Wiednitzer Straße (Lage)                                                               | 0705                    | nach dem Nachbarort Wiednitz |                                                                            | Hauptzweig von Hauptstraße, Ecke Lange Straße / Heidestraße nach Südost als Teil der L 57 nach Wiednitz; Seitenzweig von der Südostecke Am Dorfplatz nach Süden und dann nach Ostsüdost zum Hauptzweig / L 57 |                                                                    |
| Hermsdorf        | Alte Guteborner Straße (Lage)                                                          | 0320                    | alte Ortsverbindungsstraße nach Guteborn |                                                                            | von der Hauptstraße Nordosten, berührt Friedensstraße, Feldweg und Wuppenweg, am Sportplatz vorbei weiter nach Guteborn; Teil der K 6604 - denkmalgeschützt ist die evangelische Dorfkirche, Jannowitzer Straße 1 (mit Kanzelaltar aus dem 18. Jahrhundert) - denkmalgeschützt ist Schloss Lipsa, Jannowitzer Weg 1 (Schloss mit Torhaus, Rentamt, Wirtschaftsgebäude und Schlosspark) | Alte Guteborner Straße ortseinwärts                                |
| Hermsdorf        | Dubweg (Lage) in Jannowitz                                                             | 0250                    | Weg zum „Großen Dub“, einem Moor |                                                                            | von der Ortrander Straße nach Norden mit Knick nach Westen; weiter im Bogen zum „Großen Dub“ (einem Moor) und an dessen Ufer entlang |                                                                    |
| Hermsdorf        | Eichenweg (Lage)                                                                       | 0485                    | Straße nach Jannowitz |                                                                            | von der Hauptstraße/Wiesenstraße nach Südwest mit kurzem Bogen nach Westen, berührt Kirchweg; weiter (parallel zur K 6604) als Waldweg Jannowitz, zur Mitte Forsthausstraße | Eichenweg                                                          |
| Hermsdorf        | Feldweg (Lage)                                                                         | 0560                    | wörtlich |                                                                            | von Alte Guteborner Straße parallel zur Hauptstraße nach Nordwesten, mit Knick nach Südwesten zur Hauptstraße | Feldweg nordwestwärts                                              |
| Hermsdorf        | Forsthausstraße (Lage) in Jannowitz                                                    | 01030                   | wörtlich |                                                                            | von der Ruhlander Straße zwei Abzweige nach Süden und eine kurze Parallelstrecke, jeweils mit Verbindungsstraßen; weiter zu alten Ortsverbindungen nach Jannowitz (Jannowitzer Straße und Eichenweg) und Lipsa (Jannowitzer Weg und Waldstraße) | Forsthausstraße Westansicht, Infotafel und Stieleiche am Rastplatz |
| Hermsdorf        | Frauendorfer Weg* (Lage) in Jannowitz                                                  | 0140                    | hier begann die alte Ortsverbindung nach Frauendorf |                                                                            | von der Ortrander Straße nach Westnordwest, erschließt und berührt den Gartenweg, postalisch zu Ortrander Straße; der weitere Wegverlauf ist untergepflügt worden, zum Teil noch im Luftbild erkennbar |                                                                    |
| Hermsdorf        | Friedensstraße (Lage)                                                                  | 0112                    | wörtlich |                                                                            | von Alte Guteborner Straße nach Nordwesten mit Knick zur Hauptstraße | Friedensstraße                                                     |
| Hermsdorf        | Gartenstraße (Lage)                                                                    | 0120                    | wörtlich |                                                                            | von Hauptstraße nach Nordosten zur Wiesenstraße | Gartenstraße südwestwärts                                          |
| Hermsdorf        | Gartenweg (Lage) in Jannowitz                                                          | 075 + 125               | wörtlich |                                                                            | von Frauendorfer Weg (postalisch zu Ortrander Straße, deren Abzweig nach Westnordwest) nach Norden; Knick nach Osten Fußweg zur Ortrander Straße (2. Längenangabe) |                                                                    |
| Hermsdorf        | Guteborner Straße (Lage) in Lipsa                                                      | 0580 + 150              | führt nach Guteborn |                                                                            | von der Lindenstraße nach Osten, verzweigt sich (2. Längenangabe) vor dem Ortsausgang und berührt oder kreuzt dort die Grünewalder Straße; ein Abzweig nach Nordnordost führt nach Guteborn zur Hermsdorfer Straße |                                                                    |
| Hermsdorf        | Grünewalder Straße (Lage) in Lipsa                                                     | 0715 + 190              | führt nach Grünewald |                                                                            | von der Lindenstraße nach Osten, verzweigt sich (2. Längenangabe) vor dem Ortsausgang, berührt die Guteborner Straße und kreuzt deren Verlängerung; ein Abzweig führt zur L 57 nach Grünewald zur Guteborner Straße |                                                                    |
| Hermsdorf        | Hauptstraße (Lage)                                                                     | 01400                   | wörtlich |                                                                            | Teil der K 6603 (von Ruhland über Waldesruh (Arnsdorf)), berührt Jannowitzer Straße, Friedensstraße, Alte Guteborner Straße, Eichenweg/Wiesenstraße, Gartenstraße, als K 6603 weiter nach Lipsa - streckenweise Baumreihen, außerorts Allee - verläuft neben dem alten Dorfbrunnen (1857) und dem Langen Teich | Hauptstraße nordwestwärts                                          |
| Hermsdorf        | Hermsdorfer Straße (Lage) in Jannowitz                                                 | 0340 + 180              | Straße nach Hermsdorf |                                                                            | von der Ruhlander Straße nach Osten, kurze Abzweige nach Nord und Süd (2. Längenangabe), vorbei am Friedhof weiter nach Hermsdorf Jannowitzer Straße; Teil der K 6604 |                                                                    |
| Hermsdorf        | Jannowitzer Straße (Lage)                                                              | 0130                    | Straße nach Jannowitz |                                                                            | von der Hauptstraße nach Westsüdwest, berührt Kirchweg; an der Dorfkirche und Friedhof vorbei nach Jannowitz Hermsdorfer Straße, Teil der K 6604 | Jannowitzer Straße westwärts                                       |
| Hermsdorf        | Jannowitzer Weg (Lage) in Lipsa                                                        | 0375 + 3100             | alte Ortsverbindungsstraße nach Jannowitz |                                                                            | von der Lindenstraße nach Westen, berührt Kastanienallee und den Schlosspark; weiter als Waldweg nach Jannowitz, zur Mitte Forsthausstraße |                                                                    |
| Hermsdorf        | Kastanienallee (Lage) in Lipsa                                                         | 0660                    | wörtlich |                                                                            | von Jannowitzer Weg nach Süden, berührt den Mittelweg, kreuzt die Waldstraße, weiter zur Lindenstraße |                                                                    |
| Hermsdorf        | Kirchweg (Lage)                                                                        | 0350 + 945              | wörtlich (von Lipsa zur Dorfkirche Hermsdorf führend) |                                                                            | von der Jannowitzer Straße parallel zur Hauptstraße nach Süden und dann Südosten zum Eichenweg; mit Parkplatz für Friedhof; zweite Längenangabe außerorts von Lipsa bis Eichenweg | Kirchweg nordwestwärts                                             |
| Hermsdorf        | Lindenstraße (Lage) in Lipsa                                                           | 0350 + 945              | nach den Linden (Gattung) |                                                                            | Ortsdurchfahrt der K 6603, berührt Guteborner Straße, Jannowitzer Weg, Grünewalder Straße, Waldstraße und Kastanienallee |                                                                    |
| Hermsdorf        | Mittelweg (Lage) in Lipsa                                                              | 0120                    | wörtlich |                                                                            | von der Waldstraße nach Westen zur Kastanienallee |                                                                    |
| Hermsdorf        | Ortrander Straße (Lage) in Jannowitz                                                   | 0410 + 140              | Straße nach Ortrand |                                                                            | von der Ruhlander Straße an der Schwarzwasserbrücke nach Süden, berührt Dubweg, Rohnaer Weg (3×) und mit einem Abzweig nach Westen (Frauendorfer Weg, postalisch zu Ortrander Straße, 2. Längenangabe) den Gartenweg, weiter nach Kroppen (Ortrand); Teil der L 55 |                                                                    |
| Hermsdorf        | Rohnaer Weg (Lage) in Jannowitz                                                        | 0360 + 400              | |                                                                            | von der Ortrander Straße zwei Abzweige nach Süden und eine kurze Parallelstrecke, jeweils mit Verbindungsstraßen; der westlich gelegene Abzweig führt über die Verbindung hinaus weiter nach Süden zu einem Gehöft außerorts (2. Längenangabe) |                                                                    |
| Hermsdorf        | Ruhlander Straße (Lage) in Jannowitz                                                   | 0545                    | Straße nach Ruhland |                                                                            | von der Ortrander Straße an der Schwarzwasserbrücke nach Norden, hat eine Parallelstraße an der Dorfaue, berührt Forsthausstraße, Strehlens Gasse und Hermsdorfer Straße, kurze Abzweige ohne Längenangabe, weiter nach Arnsdorf (Ruhland); Teil der L 55 |                                                                    |
| Hermsdorf        | Siedlung (Lage) in Lipsa                                                               | 0205                    | führt nach Guteborn |                                                                            | von der Guteborner Straße nach Süden zur Grünewalder Straße |                                                                    |
| Hermsdorf        | Waldstraße (Lage) in Lipsa                                                             | 0260 + 3500             | wörtlich |                                                                            | von der Lindenstraße nach Südwest, erschließt den Sportplatz, kreuzt die Kastanienallee; außerorts weiter als Waldweg nach Jannowitz, zum Ende der Forsthausstraße |                                                                    |
| Hermsdorf        | Wiesenstraße (Lage)                                                                    | 0120                    | wörtlich |                                                                            | als Verlängerung des Eichenwegs von der Hauptstraße nach Nordosten zum Wuppenweg und knickt dort als dessen Verlängerung nach Südosten ab, weiter nach Nordosten als Feldweg (Allee) (nicht in der Längenangabe enthalten) | Wiesenstraße                                                       |
| Hermsdorf        | Wuppenweg (Lage)                                                                       | 0335                    | nach den Wuppen (unter Naturschutz stehendes Feuchtgebiet bei Jannowitz) |                                                                            | von Alte Guteborner Straße nach Südosten, ab der Wiesenstraße evtl. von dieser 120 m postalisch vereinnahmt bis zur Berührung mit der Gartenstraße, weiter nach Südosten als Feldweg (Allee) (nicht in der Längenangabe enthalten) | Wuppenweg                                                          |
| Hohenbocka       | Am Hastweg* (Lage) Außerortsstraße                                                     | 0140                    | alte Ortsverbindungsstraße zur Peickwitzer „Hostenmühle“ |                                                                            | zweigt von Vorstadt nach Norden ab, innerorts postalisch zu Vorstadt (nicht in der Längenangabe), führt später als Hastweg weiter zur „Hostenmühle“ (Wohnplatz zu Peickwitz, jetzt Ortsteil von Senftenberg) |                                                                    |
| Hohenbocka       | Bahnhofsfußweg (Lage)                                                                  | 0260                    | wörtlich |                                                                            | von der L 58 (verlängerte Bahnhofstraße) nach Nordnordost; weiter als Waldweg nach Nordnordost und dann nach Norden nach Hosena, Friedensstraße - Baudenkmal Dorfkirche am Ende der Dorfaue, Bahnhofstraße Ecke Leippsche Straße |                                                                    |
| Hohenbocka       | Bahnhofstraße (Lage)                                                                   | 01200                   | wörtlich |                                                                            | verlängert Dresdener Straße nach Nordnordost; berührt Leippsche Straße, Dorfaue (2 x), Im Gärtchen, Gärtnereiweg / Gartenstraße, Großer Siedlungsweg, Wesenweg, und Bahnhofsfußweg, weiter nach Norden nach Hosena, Bahnhofstraße; Teil der L 58 - Baudenkmal Dorfkirche am Ende der Dorfaue, Bahnhofstraße Ecke Leippsche Straße |                                                                    |
| Hohenbocka       | Dorfaue (Lage)                                                                         | 0270 × 25               | wörtlich |                                                                            | zwei Abzweige der gleichnamigen Straße Dorfaue von der Bahnhofstraße nach Nordwesten umrahmen den zwischen Kirche und (mit Abstand zum) Schloss gelegenen Platz | Dorfaue bei Hausnr. 10                                             |
| Hohenbocka       | Dorfaue (Lage)                                                                         | 0142                    | wörtlich |                                                                            | zwei Abzweige von der Bahnhofstraße nach Nordwesten umrahmen den gleichnamigen Platz und führen dann gemeinsam nach Westsüdwest zur Heidelandstraße, von dort führt eine Verlängerung als Waldweg weiter zur Guteborner Straße beim Friedhof; der nordöstliche der beiden erst parallel verlaufenden Stränge läuft direkt auf den Haupteingang des Schlosses zu (nicht in der Längenangabe) und erschließt dieses fußläufig, obwohl das Schloss postalisch zu Vorstadt gehört | Dorfaue nordwestwärts bei Hausnr. 8                                |
| Hohenbocka       | Dresdener Straße (Lage)                                                                | 0880 + 340              | wörtlich |                                                                            | verlängert Bahnhofstraße nach Südsüdwest; berührt Leippsche Straße, Heidelandstraße, Guteborner Straße und Wiesenweg, weiter nach Grünewald, Hohenbocker Straße; Teil der L 58; postalisch dazu gehört ein vom Wiesenweg südlich abzweigendes Wegstück, das mit einem Knick nach Westen in die Dresdener Straße mündet |                                                                    |
| Hohenbocka       | Feldstraße (Lage)                                                                      | 0142                    | wörtlich |                                                                            | zweigt von der Schulstraße nach Westnordwest ab, kreuzt den Mühlweg |                                                                    |
| Hohenbocka       | Gartenstraße (Lage)                                                                    | 0415                    | wörtlich |                                                                            | von der Bahnhofstraße (in Verlängerung vom Gärtnereiweg) nach Südosten, berührt und erschließt die Kleine Gartenstraße und führt über den Waldauenweg zur Rosa-Luxemburg-Straße |                                                                    |
| Hohenbocka       | Gärtnereiweg (Lage)                                                                    | 0575                    | wörtlich |                                                                            | von der Bahnhofstraße (in Verlängerung vom Gartenstraße) nach Nordwesten zur Heidelandstraße |                                                                    |
| Hohenbocka       | Großer Siedlungsweg (Lage)                                                             | 0385                    | wörtlich |                                                                            | von der Bahnhofstraße nach Südosten zum Waldauenweg |                                                                    |
| Hohenbocka       | Grubenweg (Lage)                                                                       | 0215                    | zu einer jetzt wassergefüllten ehemaligen Grube |                                                                            | zweigt von Leippsche Straße / Ecke Schulstraße nach Südosten ab, mit einer Gabelung in Süd- und kürzeren Südsüdostzweig; der Südzweig geht als Waldweg weiter zur Grobe. |                                                                    |
| Hohenbocka       | Guteborner Straße (Lage)                                                               | 0600                    | alte Ortsverbindungsstraße nach Guteborn |                                                                            | zweigt von der Dresdener Straße / L 58 nach Westen ab, berührt den Hermsdorfer Weg und führt zum Friedhof |                                                                    |
| Hohenbocka       | Hastweg* (Lage) Außerortsstraße                                                        | 0(1100)                 | alte Ortsverbindungsstraße zur Peickwitzer „Hostenmühle“ |                                                                            | zweigt von Vorstadt nach Norden ab, innerorts postalisch zu Vorstadt, dann Am Hastweg (bis hier nicht in der Längenangabe), führt später als Hastweg weiter zur „Hostenmühle“ (Wohnplatz zu Peickwitz, jetzt Ortsteil von Senftenberg) |                                                                    |
| Hohenbocka       | Heidelandstraße (Lage) teilw. Außerortsstraße                                          | 0735 + 340              | wörtlich (die Straße umgeht größere Siedlungsteile) |                                                                            | zweigt nahe Guteborner Straße von der Dresdener Straße ab und führt nordwärts (mit Einmündung von dort) an der Dorfaue vorbei durch die Vorstadt zum nördlichen Ortsausgang | Heidelandstraße von der Dorfaue, alte Wegsäule                     |
| Hohenbocka       | Hermsdorfer Weg (Lage)                                                                 | 0255                    | alte Ortsverbindungsstraße nach Hermsdorf |                                                                            | zweigt von der Guteborner Straße nach Südwesten ab |                                                                    |
| Hohenbocka       | Im Gärtchen (Lage)                                                                     | 0370                    | wörtlich |                                                                            | von der Bahnhofstraße nach Südosten zur Rosa-Luxemburg-Straße |                                                                    |
| Hohenbocka       | Kleine Gartenstraße (Lage)                                                             | 0115                    | wörtlich |                                                                            | von der Gartenstraße nach Nordosten |                                                                    |
| Hohenbocka       | Kleine Gasse (Lage)                                                                    | 0208                    | wörtlich |                                                                            | von der Rosa-Luxemburg-Straße nach Ostsüdost mit Knick nach Osten, berührt die Sandstraße |                                                                    |
| Hohenbocka       | Kleiner Siedlungsweg (Lage)                                                            | 0305                    | wörtlich |                                                                            | von der Waldauenweg nach Südosten zur Rosa-Luxemburg-Straße |                                                                    |
| Hohenbocka       | Kurze Gasse (Lage)                                                                     | 0338                    | wörtlich |                                                                            | von der Rosa-Luxemburg-Straße nach Ostsüdost, mit Abzweig im Bogen nach Norden zur Rosa-Luxemburg-Straße |                                                                    |
| Hohenbocka       | Leippsche Straße (Lage)                                                                | 0720                    | wörtlich |                                                                            | von der Bahnhofstraße nach Südosten; berührt Mühlweg, Schulstraße / Grubenweg / „Rosa-Luxemburg-Straße“ und dann nach Ostsüdost zu den Sandweg, nach dem Sportplatz weiter als Waldweg nach Ostsüdost - Baudenkmal Dorfkirche am Ende der Dorfaue, Bahnhofstraße Ecke Leippsche Straße |                                                                    |
| Hohenbocka       | Mühlweg (Lage)                                                                         | 0142                    | |                                                                            | zweigt von Leippsche Straße nach Südsüdwest ab, kreuzt die Feldstraße |                                                                    |
| Hohenbocka       | Rosa-Luxemburg-Straße (Lage)                                                           | 0730                    | nach Rosa Luxemburg (1871–1919), Wortführerin der Linken in der SPD und Mitbegründerin der KPD |                                                                            | von Leippsche Straße als Verlängerung der Schulstraße nach Nordost, berührt KLeine Gasse, Im Gärtchen, Kurze Gasse, Waldauenweg, mit Knick nach Ostnordost, berührt Kurze Gasse, (Abzweig nach Ostsüdost), Kleiner Siedlungsweg, weiter nach Ostnordost als Waldweg |                                                                    |
| Hohenbocka       | Sandstraße (Lage)                                                                      | 0225                    | wörtlich |                                                                            | von Leippsche Straße nach Norden zu Kleine Gasse, mit Abzweig nach Osten |                                                                    |
| Hohenbocka       | Schulstraße (Lage)                                                                     | 0780                    | nach der Schule |                                                                            | von Leippsche Straße nach Südsüdwest, berührt die Feldstraße und kreuzt den Wiesenweg; die Länge beinhaltet einen Abzweig nach Westnordwest |                                                                    |
| Hohenbocka       | Vorstadt (Lage) in Vorstadt                                                            | 0750 + 85               | wörtlich |                                                                            | zwei Abzweige nach Westen von der Heidelandstraße verlaufen laufen dann zusammen nach Nordwesten; Längenangabe mit 2 nördlichen Abzweigen, die das Schloss von Westen und Norden erschließenden Wege sind nicht einbezogen; 2. Längenangabe westlicher Abzweig zur Pferdepension; nördlicher Abzweig geht über in Am Hastweg, führt später als Hastweg weiter zur „Hostenmühle“ (Wohnplatz zu Peickwitz, jetzt Ortsteil von Senftenberg) - denkmalgeschützt: Vorstadt 1: Schloss mit Wirtschaftsgebäude, Pferdestall und Verwaltungshaus („Gärtnerei“); obwohl das Schloss eine Anbindung zur Dorfaue hat (Haupteingang), gehört es postalisch zu Vorstadt |                                                                    |
| Hohenbocka       | Waldaue (Lage)                                                                         | 0450                    | wörtlich |                                                                            | Verlängerung von Waldauenweg nach Nordost, berührt den Wesenweg |                                                                    |
| Hohenbocka       | Waldauenweg (Lage)                                                                     | 0910                    | wörtlich |                                                                            | von der Rosa-Luxemburg-Straße nach Nordost, berührt Großer Siedlungsweg, Kleiner Siedlungsweg, Wesenweg und verläuft dann weiter als Waldaue |                                                                    |
| Hohenbocka       | Wesenweg (Lage)                                                                        | 0450                    | wörtlich |                                                                            | von der L 58 nach Ostsüdost zu Waldaue / Waldauenweg |                                                                    |
| Hohenbocka       | Weinbergstraße (Lage)                                                                  | 0400                    | nach dem Weinberg |                                                                            | von der Heidelandstraße nach Westsüdwest |                                                                    |
| Hohenbocka       | Wiesenweg (Lage)                                                                       | 0570                    | wörtlich |                                                                            | von der Dresdener Straße nach Südsüdost, kreuzt die Schulstraße |                                                                    |
| Schwarzbach      | Ausbau (Lage) Gemarkung Biehlen                                                        | 0300 + 60               | wörtlich |                                                                            | vom Knick der K 6604 zwischen Biehlan und Schwarzbach nach Westen, erschließt den gleichnamigen Wohnplatz; kurzer Abzweig nach Süden zurück zur K 6604 Richtung Schwarzbach (2. Längenangabe); Außerorts-Wohnplatz, postalisch zu Schwarzbach, Gemarkung Biehlen |                                                                    |
| Schwarzbach      | Biehlener Hauptstraße (Lage) in Biehlen                                                | 0200                    | wörtlich |                                                                            | Teil der K 6604 von Peickwitz nach Schwarzbach; berührt Mühlwiese, den Biehlener Park, den Dorfplatz, die Gartenstraße und die Ringstraße - bis zur Eingemeindung nach Schwarzbach Biehlener Straße |                                                                    |
| Schwarzbach      | Biehlener Straße (Lage)                                                                | 0200                    | nach dem Nachbarort / Gemeindeteil Biehlen |                                                                            | von der Hauptstraße nördlich der Bahnlinie nach Nordosten mit kurzem Knick nach Norden |                                                                    |
| Schwarzbach      | Dorfplatz* (Lage)                                                                      | 0200                    | wörtlich |                                                                            | an der Biehlener Hauptstraße und postalisch hierzu gehörend; - zwei Denkmale für die Gefallenen des Ersten Weltkriegs und Zweiten Weltkriegs | Dorfplatz Biehlen, Kriegerdenkmal                                  |
| Schwarzbach      | Friedensstraße (Lage)                                                                  | 0480 + 135 + 100        | wörtlich |                                                                            | von der Guteborner Straße bei Lindenplatz nach Westnordwest und Nordwesten; erschließt den Festplatz und den Friedhof, weiter als Waldweg zur L 581; Abzweige nach Süden zu West-Abzweig Guteborner Straße und nach Norden (2. und 3. Längenangabe) |                                                                    |
| Schwarzbach      | Feldstraße (Lage) in Biehlen                                                           | 0440                    | wörtlich |                                                                            | von der Ringstraße nach Nordost mit Knick nach Nordnordwest zur Gartenstraße |                                                                    |
| Schwarzbach      | Gartenstraße (Lage) in Biehlen                                                         | 0545                    | wörtlich |                                                                            | von der Biehlener Hauptstraße nach Nordost, berührt die Ringstraße und Feldstraße, mit Knick nach Nordnordwest zum Friedhof |                                                                    |
| Schwarzbach      | Gartenweg (Lage)                                                                       | 0500                    | wörtlich |                                                                            | von der Straße der Freundschaft nach Süden mit Knick nach Westen zur Guteborner Straße am Birkbuschgraben; erschließt eine Gartenanlage |                                                                    |
| Schwarzbach      | Guteborner Straße (Lage)                                                               | 0630                    | nach dem Nachbarort Guteborn |                                                                            | von der Hauptstraße nach Süden mit Knick nach Südwesten und wieder nach Süden; berührt die Straße der Freundschaft, Lindenplatz, Friedensstraße, Gartenweg, weiter nach Süden nach Guteborn, Teil der K 6604; nicht in der Längenangabe sind ein Abzweig nach Westen zu einem Betriebsgelände und zwei Abzweige nach Westsüdwest in die Wohnbebauung - denkmalgeschützt ist das ehemalige Wohngebäude Guteborner Straße 17 (Fachwerkhaus) |                                                                    |
| Schwarzbach      | Hauptstraße (Lage)                                                                     | 01300                   | wörtlich |                                                                            | berührt die Biehlener Straße, kreuzt die Wiesenstraße, berührt Guteborner Straße, Straße der Jugend und Straße der Freundschaft, vorbei am Campingplatz; nördlich der Wiesenstraße Teil der K 6604 nach Biehlen, südlich L 581 nach Peickwitz Schwarzbacher Straße | Hauptstraße                                                        |
| Schwarzbach      | Lindenplatz (Lage)                                                                     | 035 × 20                | wörtlich |                                                                            | von der gleichnamigen Straße erschlossen und teilweise eingeschlossen, erschließt Gutshaus und Nebengebäude, darunter den Kindergarten „Schlossgeister“ - denkmalgeschützt ist das Gutshaus, das ungefähr 1650 erbaut wurde - davor steht ein Denkmal für die Gefallenen des Ersten Weltkriegs mit Gedenktafel für die Toten des Zweiten Weltkriegs | Kriegerdenkmal am Lindenplatz                                      |
| Schwarzbach      | Lindenplatz (Lage)                                                                     | 0140                    | nach der Linde |                                                                            | von der Guteborner Straße neben der Friedensstraße nach Norden, erschließt den gleichnamigen Platz sowie Gutshaus und Nebengebäude, darunter den Kindergarten „Schlossgeister“ - denkmalgeschützt ist das Gutshaus, das ungefähr 1650 erbaut wurde - davor steht ein Kriegerdenkmal für die Gefallenen des Ersten Weltkriegs | weitere Bilder                                                     |
| Schwarzbach      | zur Milchstraße* (Lage) in Biehlen                                                     | 0475                    | wörtlich |                                                                            | Abzweig der Biehlener Hauptstraße nach Südwesten zu landwirtschaftlichen Betriebsanlagen, zuletzt Knick nach Norden zu Mühlwiese / Milchstraße; Längenangabe bis Milchviehanlage / Ende Mühlwiese, weiter nach Westsüdwest als Milchstraße am Biehlener Binnengraben entlang nach Ruhland zu Schwarzbacher Weg |                                                                    |
| Schwarzbach      | Mühlwiese* (Lage) in Biehlen                                                           | 0430                    | wörtlich |                                                                            | von Biehlener Hauptstraße nach Südwesten zu landwirtschaftlichen Betriebsanlagen; Längenangabe bis Milchviehanlage, weiter nach Westsüdwest als Milchstraße am Biehlener Binnengraben entlang nach Ruhland zu Schwarzbacher Weg |                                                                    |
| Schwarzbach      | Ringstraße (Lage) in Biehlen                                                           | 0535                    | wörtlich |                                                                            | von der Gartenstraße nach Südsüdost am Sportplatz vorbei, berührt die Feldstraße, Bogen nach Südwest und Verzweigung Südost (Feldweg) und nach Nordwest, mit Knick nach Südsüdwest zur Biehlener Hauptstraße |                                                                    |
| Schwarzbach      | Straße der Freundschaft (Lage)                                                         | 0435 + 425              | wörtlich |                                                                            | von der Guteborner Straße nach Osten, berührt die Straße der Jugend, zwei Abzweige nach Süden, weiter zur Hauptstraße; die zwei Abzweige nach Süden und deren Verbindung gehören postalisch dazu (2. Längenangabe) |                                                                    |
| Schwarzbach      | Straße der Jugend (Lage)                                                               | 0170                    | wörtlich |                                                                            | von der Hauptstraße nach Süden zur Straße der Freundschaft |                                                                    |
| Schwarzbach      | Waldstraße (Lage)                                                                      | 0480 + 100 + 55         | wörtlich |                                                                            | von der Friedensstraße beim Festplatz nach Westen, weiter als Waldweg (später nach Westnordwest) zur L 581; ein Abzweig nach Süden erschließt den Sportplatz (2. Längenangabe), weiter zu West-Abzweigen der Guteborner Straße (nur bis zum Sportplatz in der Längenangabe enthalten); im Westverlauf am Ende der Bebauung Abzweig nach Norden zur Friedensstraße (3. Längenangabe) |                                                                    |
| Schwarzbach      | Wiesenstraße (Lage)                                                                    | 01200                   | wörtlich |                                                                            | kreuzt die Hauptstraße |                                                                    |